# John Layman
John Layman (né le 2 août 1969) est un scénariste de bande dessinée américain.

## Biographie
D'abord directeur éditorial chez WildStorm, il se consacre progressivement à l'écriture et devient scénariste à plein temps à partir de 2002, principalement pour Comics. Son œuvre la plus connue est Chews, créée avec Rob Guillory et publiée depuis 2009 par Image Comics.

## Prix et récompenses
- 2010 : Prix Eisner de la meilleure nouvelle série pour Chew (avec Rob Guillory)
- 2010 : Prix Harvey de la meilleure nouvelle série pour Chew (avec Rob Guillory)
- 2011 : Prix Eisner de la meilleure série pour Chew (avec Rob Guillory)